# Iris Felixdaal
Iris Satcha Felixdaal (Paramaribo, 19 januari 1947 - Amsterdam, 7 juni 2020) was een Surinaams zangeres. Ze werd wel de Surinaamse Miriam Makeba genoemd.

## Biografie
Iris Felixdaal wordt geroemd om haar zangtalent en stond op vijftienjarige leeftijd tussen grote artiesten in de zondagmorgenshows in Thalia.
Ze stond op de bühne in de tijd van artiesten als Gerda Havertong, Marion Carrilho, Helen Noordpool en Carla Joyce Snijders. In 1970 stond ze in het voorprogramma van de Amerikaanse film- en striptease-actrice Perla Faith. Samen met Theo Bijlhout en Lord Gamby heeft ze Suriname vertegenwoordigd op het Caribisch Songfestival.
Een van haar grootste podiumsuccessen was het lied The naughty little flea. Ze werd wel de Surinaamse Miriam Makeba genoemd. Ondanks haar bekendheid van live-optredens, is haar stem niet bewaard gebleven omdat er geen plaatopnames van zijn gemaakt. Onder naasten stond ze bekend als bescheiden en stond ze voorafgaand aan een optreden in een hoekje op het podium haar beurt af te wachten. Van de glitter en glamour in de showbizzwereld moest ze niets hebben.
Na haar vertrek naar Nederland verdween ze geruisloos van het podium; collega-artiesten konden haar daarna moeilijk bereiken. In 2020 overleed ze in Amsterdam. Ze is 73 jaar oud geworden.